# Agustín Ruiz de la Peña
Agustín Ruíz de la Peña y Urrutia (n. Cunduacán, Tabasco, Nueva España, Imperio Español, 28 de agosto de 1790 - Río Seco, Cárdenas, Tabasco, México, 14 de febrero de 1868) fue un político que nació en la ciudad de Cunduacán, en el estado mexicano de Tabasco. Tuvo el honor de ser el primer gobernador del estado independiente de Tabasco y primer Gobernador Constitucional del estado libre y soberano de Tabasco, al ser elegido por el Congreso Constituyente. Fue elegido gobernador Constitucional en dos ocasiones más y en otra ocasión fue gobernador interino del estado.
Fue un liberal ilustrado, federalista y republicano, que  luchó constante y decididamente contra los proborbonistas, los iturbidistas, los conservadores, los moderados, los centralistas y contra el militarismo en el estado, que sembró el Poder Ejecutivo nacional durante el siglo XIX, para controlar los poderes regionales, una forma de menguar la soberanía y libertad de los estados de la Federación, por lo que al tener muchos enemigos, su gobierno estuvo marcado por los alzamientos militares en su contra, lo que derivó en que fuera derrocado y aprehendido en varias ocasiones.
Tuvo grandes diferencias con el comandante militar de la jurisdicción, coronel José Antonio Rincón, representante del gobierno de la Federación Mexicana en 1824. Y años después, con el Comandante de Armas, Salvador Presenda. Y fue acérrimo enemigo de José María Rovirosa y Santiago Duque de Estrada, de tendencias centralistas, de hecho, este último siendo gobernador, prefirió pedir licencia al cargo el 10 de agosto de 1829, para no entregar el gobierno a Ruiz de la Peña quien había sido elegido gobernador.

## Primeros años
Fue hijo de Felipe Ruiz de la Peña y Francisca Urrutia. Realizó sus estudios en la ciudad de Mérida, Yucatán, en donde fue apoyado por el sacerdote tabasqueño José Eduardo de Cárdenas. Demostró tener facilidad para la poesía, al contar con habilidad para hacer estrofas. Contrajo matrimonio con María de la Leche Rizo.

## Primer gobernador del estado libre y soberano de Tabasco (1824)
Tabasco fue constituido como estado el 31 de enero de 1824, siendo aceptado oficialmente en la "Unión" el 7 de febrero de ese año. Con base en el "Acta Constitutiva de la Federación", en el mes de mayo de 1824, se eligió e instaló el "primer Consgreso Constituyente del estado libre soberano e independiente de Tabasco". Este Congreso, eligió como gobernador provisional a Agustín Ruíz de la Peña, quien asumió el cargo el 8 de mayo de 1824.

### Liberales contra conservadores
Por esas fechas comienza la disputa entre centralistas y federalistas en todo el país, y Tabasco no sería la excepción. La disputa de ambos grupos por el poder político en el estado provocaría revueltas, asonadas militares y derrocamientos de gobernadores, hasta desembocar en 1839, en una guerra civil que culminaría en 1841.
La rivalidad entre Ruiz de la Peña y el exgobernador José Antonio Rincón, quien había sido nombrado representante del gobierno general, desembocó en la primera guerra interna en el estado, ya que Rincón era iturbidista y conservador, mientras que Ruiz de la Peña era de ideas liberales.
Esta disputa hizo que intervinira el poder central, ofreciéndose Antonio López de Santa Anna como mediador, y proponiendo varios nombres para suplir a Rincón en la Comancia militar, lo que el Congreso local rechazó, por lo que el gobierno central mandó a José Antonio Facio para reestableicer el orden. Facio se enfrentó a la tropa tabasqueña y después de varias batallas entró en Villahermosa. A consecuencia del desorden que existía en el estado, el gobierno central ordenó aprehender al gobernador provisional Agustín Ruíz de la Peña y enviarlo a la Ciudad de México, por lo que el 6 de diciembre de ese mismo año, asumió la gubernatura provisional, el español Pedro Pérez Medina quien fungía como vicegobernador.

## Primer gobernador Constitucional de Tabasco  (1825)
La primera Constitución Política del estado de Tabasco, fue promulgada el 5 de febrero de 1825. Con esas bases, el gobernador interino Pedro Pérez Medina convocó a elecciones para gobernador del estado. Agustín Ruíz de la Peña, tuvo el honor de ser el primer Gobernador Constitucional del estado libre e independiente de Tabasco, al triunfar en los comicios efectuados el 5 de julio de 1825, dejando el cargo el 3 de agosto de 1827.
En este período de gobierno, se introdujo a Tabasco la primera imprenta, al arribar al estado en el segundo semestre de 1825, procedente de la isla del Carmen, Campeche, pagando el gobierno del estado la cantidad de mil doscientos ochenta pesos por ella. Con estos implementos, se inició a finales de septiembre de ese año, la publicación del "Argos", el primer periódico que se editó en Tabasco y que logró sacar 26 números bisemanales. Posteriormente, este taller, se convirtió en la imprenta del gobierno del estado, la cual ese mismo año, imprimió la primera publicación oficial de la colección de los "Decretos del Honorable Congreso Constituyente del Estado Libre de Tabasco", expedidos desde el 3 de mayo al 17 de diciembre de 1824.
En 1827, el Congreso local quedó integrado por una mayoría conservadora. Ante las presiones del partido opositor, el liberal y gobernador Ruiz de la Peña, que apoyaba la causa federalista, entró en conflicto con el Congreso del Estado, desconociéndolo, y trasladándose a Cunduacán. Esto significó la suspensión de Ruiz en la gubernatura y motivó que fuera consignado al Tribunal de Justicia del Estado, ocupando el cargo, el gobernador centralista Marcelino Margalli.

## Segundo período de gobierno (1829)
El otro período en que Ruiz de la Peña estuvo como gobernador del estado, fue en el año de 1829, cuando los liberales, volvieron a la escena política al triunfar en las elecciones de ese año. Sin embargo, en noviembre de ese año, los conservadores tabaqueños encabezados por Santiago Duque de Estrada promovieron una rebelión desconociendo al gobernador y al congreso, logrando tomar la capital del estado ty apresar al gobernador Ruiz de la Peña, quien fue conducido a Campeche. Ante esta situación, los federalistas encabezados por Fernando Nicolás Maldonado se agruparon en Santiago de Teapa y atacaron la capital del estado derrocando a los conservadores. Días después Ruiz de la Peña sería liberado y regresaría a continuar su gobierno en Tabasco.
Ante la derrota, los conservadores solicitaron apoyo a Yucatán que había optado por el centralismo. El gobierno de Yucatán envió en enero de 1830 un ejército de 300 hombres al mando del general Sebastián López de Llergo en la llamada Primera invasión de los Chenes, logrando tomar la capital del estado reaprendiendo al gobernador Ruiz de la Peña, tomando el cargo el gobernador centralista Pedro José García.

## Gobernador provisional (1840)

### Revolución federalista
En plena guerra civil iniciada en 1839, a mediados de febrero de 1840, Ruíz de la Peña, se unió al levantamiento armado iniciado por Fernando Nicolás Maldonado en contra del gobernador centralista José Ignacio Gutiérrez. Ante la tenaz resistencia de los centralistas en la capital del estado, Maldonado, decide establecer un sitio a la ciudad desde Cunduacán, Frontera y Macuspana, dejando a Ruiz de la Peña al frente de las tropas federalistas en Cunduacán.
Finalmente, después de encarnizadas batallas, en noviembre de 1840, los liberales tabasqueños encabezados por Fernando Nicolás Maldonado, Justo Santa Anna y Agustín Ruiz de la Peña, lograron entrar a la capital del estado San Juan Bautista, y tras varios enfrentamientos calle por calle, derrocan al gobernador centralista José Ignacio Gutiérrez, asumiendo a finales de noviembre de 1840, el gobierno estatal provisional Juan Pablo Anaya, quien ordenó la creación de la junta electoral, para la designación del nuevo gobernador.
En diciembre de 1840 la junta electoral designó a Agustín Ruiz de la Peña como gobernador provisional, quien asumía el cargo el 6 de diciembre, sin embargo, a los pocos días, se presentó en la capital del estado una escuadra de buques texanos al mando del Comodoro E. W. Moore, quienes reclamaban el pago acordado con Anaya por haber apoyado la causa liberal, y de no recibir el pago solicitado, bombardearían la capital del estado. La amenaza de la armada texana y la falta de recursos para hacer frente a esos pagos, motivó que el 14 de ese mismo mes, Ruiz de la Peña, renunciara al cargo de gobernador, siendo sustituido por el campechano Pedro Requena Estrada. quien enfrentaría el bombardeo texano y sería derrocado unos días después por Juan Pablo Anaya.

## Otros cargos
Agustín Ruiz de la Peña ocupó además otros cargos importantes en el gobierno. Fue Senador de la República por Tabasco de 1833 a 1834; En diciembre de 1840 tras el triunfo de las fuerzas federalíastas en el estado, fue nombrado Consejero de la Junta de Gobierno; y finalmente, en 1841 ocupó el cargo de Diputado local en el Congreso de Tabasco.

## Fallecimiento
Retirado a la vida privada, Agustín Ruiz de la Peña falleció en su hacienda "La Luz", enclavada en la rivera del río seco, en el municipio de Cárdenas, Tabasco, el 14 de febrero de 1868.
En su honor, muchas calles de ciudades tabasqueñas llevan su nombre, el cual también está escrito en el "Muro de Honor del Estado de Tabasco", ubicado en la ciudad de Villahermosa.